# Finale (The Office)
«Finale» (en español «La despedida») es el último episodio de la novena temporada de la serie de televisión estadounidense de comedia The Office, que marca el final de la serie en general. El episodio, 200.º y 201.º en el orden, se estrenó en Estados Unidos en la cadena NBC el 16 de mayo de 2013, ocho años después del estreno en 2005. Constó de una duración especial de 52 minutos —en una franja horaria de 75 minutos en el primetime—, precedido por un capítulo de una hora con una retrospectiva de la serie.
La serie, presentada como si se tratase de un documental, retrata la vida diaria de los trabajadores de una oficina de Scranton, Pensilvania llamada Dunder Mifflin que se dedica a la comercialización de papel.
La idea inicial para el final, que incluía la sesión de preguntas y respuestas, fue concebida por Daniels durante la producción de la tercera temporada. El episodio presenta el regreso de muchos personajes recurrentes, así como de Steve Carell —como «Michael Scott», tras su úlima participación en la séptima temporada—, cuyo regreso se mantuvo en secreto durante muchos meses y no fue acreditado en el inicio de la emisión. B. J. Novak y Mindy Kaling, «Ryan» y «Kelly» respectivamente, quienes dejaron la serie después de «New Guys», vuelven a ser acreditados como protagonistas al retomar sus roles. Muchos miembros del equipo de producción del programa, como el escritor del episodio Daniels, hicieron cameos en el episodio como varios personajes secundarios, y las estrellas entonces de Saturday Night Live Bill Hader y Seth Meyers aparecen como ellos mismos.
El episodio fue visto por aproximadamente 5.69 millones de espectadores, con un rating de 3.0 (demo adultos de entre 18 y 49 años), convirtiéndose en el episodio más visto de la serie desde el episodio de la octava temporada «Pool Party». «Finale» recibió aclamación crítica, con muchos críticos elogiando a los escritores por cerrar las historias de la mayoría de los personajes. La prensa también elogió el cameo de Carell, argumentando «que estaba perfectamente ejecutado». El episodio recibió tres nominaciones al Premio Primetime Emmy, en su 65.ª entrega, y ganó en la categoría de «Mejor edición de Imagen en una serie de comedia de una sola cámara».

## Argumento

### Antecedentes
El capítulo anterior, «A.A.R.M.», finaliza con una escena en que el equipo está listo para el estreno del documental ficticio The Office: An American Workplace (en español: The Office: una lugar de trabajo americano). Después de este evento, Dwight Schrute (Rainn Wilson) fue ascendido a gerente regional de la sucursal de Dunder Mifflin en Scranton; él y Angela Martin (Angela Kinsey) también acordaron casarse. Andy Bernard (Ed Helms), después de ser humillado cuando su audición para un show de talentos se volvió viral en internet, consiguió un trabajo en su alma mater Cornell. Darryl Philbin (Craig Robinson) ha ayudado a Athlead —ahora llamada Athleap— a abrir una sucursal en Austin, Texas. Stanley Hudson (Leslie David Baker) está disfrutando su jubilación en Florida, y Kevin Malone (Brian Baumgartner), después de ser despedido por Dwight, ahora es dueño de un bar. Toby Flenderson (Paul Lieberstein), también despedido, se ha mudado a Nueva York para comenzar una carrera como escritor, Nellie Bertram (Catherine Tate) se mudó a Polonia, Creed Bratton (Creed Bratton) fingió su muerte y está prófugo de la ley, y Oscar Martinez (Óscar Núñez) se está preparando para postularse para un escaño en el Senado Estatal de Pensilvania.

### Eventos
A un año de haberse transmitido el documental, el equipo de filmación ha regresado para grabar material adicional para las características adicionales del DVD. Dwight y Angela están organizando su boda, y Jim Halpert (John Krasinski) ha sido nombrado el padrino de honor. Jim planea una serie de «buenas sorpresas» para la despedida de soltero de Dwight, y la fiesta incluye a la mayoría de los empleados actuales y anteriores masculinos. El grupo hace que Dwight dispare un lanzacohetes y reciba un baile sensual de Elizabeth, una estríper (Jackie Debatin), pero Dwight sigue siendo ajeno a la identidad de la stripper, lo que alegra a Jim. 
En la despedida de soltera de Angela, las asistentes también contratan a un estríper para el entretenimiento. Sin embargo, se horrorizan al descubrir que el estríper es el hijo de Meredith Palmer, Jake (Spencer Daniels). Más tarde, el primo de Dwight, Mose (Michael Schur), secuestra a Angela como parte de la tradición Schrute y la lleva a un bar propiedad de Kevin. Dwight localiza a su prometida y, al ser confrontado por Kevin, le dice que su despido no fue personal sino que se basó únicamente en su mal desempeño laboral, lo que anima a Kevin.
Al día siguiente, se lleva a cabo un panel compuesto por los trabajadores de la oficina para que los miembros de la audiencia les hagan preguntas. El CEO de Dunder Mifflin, David Wallace (Andy Buckley), expresa su disgusto por el documental, y Pam Halpert (Jenna Fischer) se enfrenta a preguntas sobre por qué no permitió que Jim siguiera su sueño después de que él le hiciera tantos gestos románticos. En el panel, Erin Hannon (Ellie Kemper), luego de unas sorpresivas preguntas de dos miembros del público conoce a sus padres biológicos (Ed Begley Jr. y Joan Cusack), quienes la habían dado en adopción.
El día de la boda, Jim le dice a Dwight que según la «tradición Schrute», él no puede ser el padrino de honor al ser más joven que él. Jim lo sorprende con la llegada de Michael Scott (Steve Carell); cuando Dwight expresa su sorpresa por la presencia de Michael en el evento, Michael responde con una broma emotiva, que es su frase más conocida: «that's what she said», traducido como «eso es lo que ella dijo». La boda continúa en la tradición Schrute con Michael como el nuevo padrino de honor de Dwight. 
Cuando Jim y Pam regresan brevemente a casa, Jim se sorprende al encontrar a Carol Stills (Nancy Carell) mostrando su casa a otra pareja. Pam admite que ha estado mostrando la casa durante dos meses. Quiere retribuirle a Jim por todos sus gestos románticos y dice que quiere que él vaya a Athleap en Austin, momento en el que la pareja que está viendo la casa hace una oferta.
Jim y Pam van a una fiesta después de la boda en el almacén donde informan a un emocionado Darryl sobre sus planes. Pam luego revela un nuevo mural pintado que representa la historia de la sucursal de Scranton. Se toma una foto final con los empleados y el equipo de filmación antes de que los empleados vuelvan a la oficina para un brindis final. Jim y Pam le dicen a Dwight que renuncian, pero Dwight los despide en su lugar para poder darles generosas indemnizaciones, como último gesto de amistad. Los empleados dan una última ronda de entrevistas antes de irse.
El episodio termina con Pam tomando su acuarela del edificio de la oficina que Michael le compró en el episodio de la tercera temporada «Business School», que luego se transforma en la toma final del edificio real de la sucursal de Dunder Mifflin Paper Company en Scranton.

## Producción

### Guion y filmación
«Finale» fue escrito por el desarrollador de la serie y showrunner Greg Daniels, siendo su segunda contribución como guionista en la temporada, después de la primiere de «New Guys», y su duodécima en total. Fue dirigida por Ken Kwapis, quien originalmente dirigió el episodio piloto de la serie.
Daniels bromeó diciendo que Kwapis era «el veterinario del campo que dio a luz a este cachorro» y había vuelto «para ponerlo en su lugar». Antes de dirigir el final, Kwapis también dirigió el episodio de la quinta temporada «Company Picnic».
La idea inicial para el final fue concebida por Daniels durante la producción de la tercera temporada, descrita como «un programa de reunión», al estilo de las discusiones de elencos comunes en programas de realidad como Survivor. En un momento dado, Daniels se acercó a Jeff Probst, el presentador de Survivor, para que apareciera en el final como moderador de la reunión ficticia, aunque él declinó.
La lectura inicial del guion del episodio tuvo lugar el 4 de marzo de 2013. El rodaje comenzó dos días después.
ChatGPT
 Según Jenna Fischer, el episodio tardó nueve días en filmarse, con el elenco dedicando 12 horas al día al episodio. El final fue descrito como «ambicioso», con múltiples locaciones, incluyendo una en un edificio de AT&T, que sirvió como el «Centro Cultural de Scranton» —donde se desarrolla la reunión del cast—. El rodaje para el episodio y la serie finalizó el 16 de marzo de 2013. El protagonista Wilson luego tuiteó una foto del set vacío después de que todo el rodaje hubiera terminado.
Originalmente, se suponía que el episodio sería el 23.º y 24.º episodio de la temporada, lo que habría significado que la serie habría emitido exactamente 200 episodios. Sin embargo, el penúltimo episodio de la serie se alargó en 2 episodios separados, lo que resultó en que «Finale» fuera el 24.º y 25.º episodio de la temporada. Esto significó que la última parte es el episodio número 201 de la serie.
Una vez que terminó el rodaje, Daniels, en una entrevista con TVLine, expresó su esperanza de expandir el episodio, afirmando: «Estaba muy emocionado con el material que obtuvimos... Es muy grande. Voy a rogarle a NBC que lo amplíe o lo extienda». Daniels luego comentó que cuando los editores unieron el primer acto, tenía una duración de 23 minutos; esto es mucho más largo que un primer acto normal para un episodio de una hora de duración en televisión. En respuesta, OfficeTally, el mayor sitio de fanes de la serie, inició una petición en línea para ampliar el final, similar a la petición para ampliar el final de la segunda temporada, «Casino Night». Para el 2 de mayo, la petición había recibido más de 20 000 firmas. El 7 de mayo, se anunció que NBC había ampliado el episodio en 15 minutos, lo que significaba que el episodio se emitiría en un espacio de tiempo de 75 minutos. El episodio tiene una duración aproximada de 52 minutos.

### Casting
Steve Carell, protagonista entre las temporada 1 y 7, regresó como Michael Scott para «Finale», tras meses de especulación y anticipación sobre su aparición. El episodio, de larga duración, cuenta con estrellas invitadas como Rachael Harris, Dakota Johnson, Joan Cusack, Ed Begley Jr. y Malcolm Barrett.

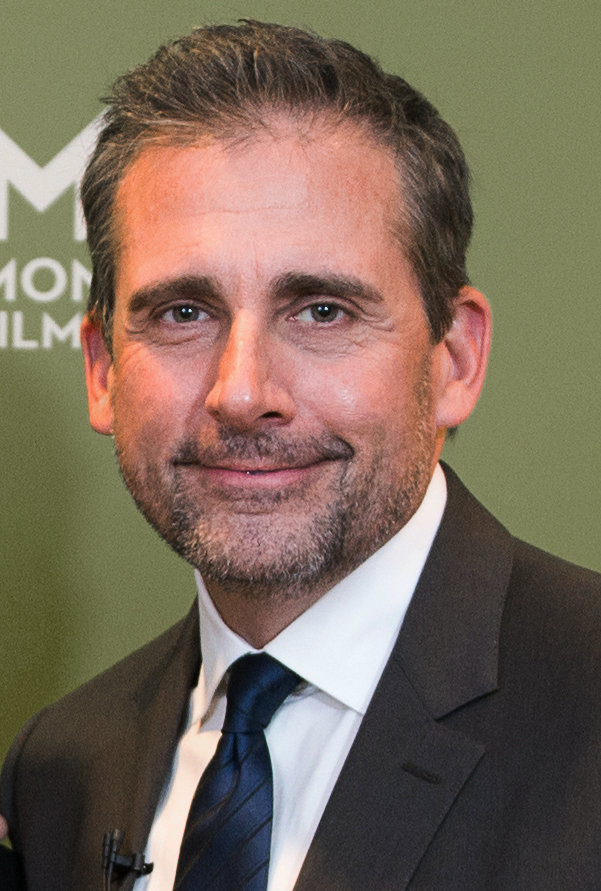
Carell, protagonista de la serie durante ocho temporadas, regresó en su papel de Michael Scott.

El episodio incluye el regreso de varios actores y actrices de la serie, incluyendo a los ex escritores y estrellas de la serie B. J. Novak y Mindy Kaling, así como a Andy Buckley (como David Wallace), Robert R. Shafer, Michael Schur (Mose Schrute) y Matt L. Jones. Fueron de la partida también otros personajes secundarios recurrentes: Nancy Carell como Carol Stills (quien interpretó el papel recurrente de agente inmobiliaria de Michael y novia por un breve tiempo), Sendhil Ramamurthy como Ravi (quien apareció por primera vez en el episodio de la octava temporada «Angry Andy»), Eric Wareheim como Gabor (quien apareció por primera vez en el episodio de la novena temporada «Junior Salesman»), James Urbaniak como Rolf (quien apareció por primera vez en el episodio de la quinta temporada «Company Picnic»), Jackie Debatin como Elizabeth (quien apareció por primera vez en el episodio de la tercera temporada «Ben Franklin»), Devon Abner como Devon (quien fue un ex empleado de Dunder Mifflin despedido en el episodio de la segunda temporada «Halloween») y Spencer Daniels como Jake Palmer (quien interpretó por primera vez al hijo de Meredith en el episodio de la segunda temporada «Take Your Daughter to Work Day»). El episodio también cuenta con Bill Hader y Seth Meyers en cameos interpretándose a sí mismos.
Muchos miembros del equipo de producción del programa hicieron cameos en el episodio. La voz del miembro del equipo de documentación que habla con Dwight fue interpretada por el operador de cámara Matt Sohn. El «chico de fraternidad» que se burla de Andy en el restaurante era el ex asistente de Greg Daniels, Jonah Platt. Jay Falk, un editor de guiones de la serie, y su esposa sirvieron como la pareja que compra la casa de Jim y Pam. Jennifer Celotta, escritora y directora de la serie, aparece en la boda de Dwight. El guion del episodio la listó como «Jen Celotta Schrute». El productor y guionista Graham Wagner también hace un cameo en el grupo de Mose, así como en la boda. Muchas de las personas que hicieron preguntas eran guionistas del programa: Brent Forrester preguntó sobre ver sus vidas en la televisión, Amelie Gillette preguntó sobre Jim renunciando a Athlead, Steve Burgess preguntó si la cámara cambió el comportamiento de los personajes, Steve Hely preguntó si la vida no tiene significado, Allison Silverman afirmó que Jim es atractivo y Dan Sterling preguntó qué había en la tetera. La esposa de Daniels, Susanne Daniels, fue la moderadora de la dinámica de preguntas y respuestas del falso documental. Daniels apareció él mismo durante la fiesta posterior al documental junto al productor ejecutivo Howard Klein, los editores David Rogers y Claire Scanlon, la supervisora de guiones Veda Semarne, el primer asistente de dirección Rusty Mahmood, el maestro de utilería Phil Shea y la directora de casting Allison Jones. Los extras restantes en la escena fueron miembros del equipo de The Office.
Jennie Tan, fundadora del mayor sitio de fanes de The Office, OfficeTally, aparece en el episodio como una versión ficticia de ella misma haciendo preguntas a los miembros de la oficina. Inicialmente, Tan envió un correo electrónico a Daniels preguntando si podía aparecer en segundo plano en una de las escenas. Sin embargo, él la contrató como actriz por un día y le escribió siete líneas. Durante el rodaje, Daniels reescribió parte de la línea de Tan para que fuera más «directa». Tan describió la experiencia como «surrealista», porque estaba «interpretándose a sí misma pero hablando con Jim y Pam», en lugar de Krasinski y Fischer.
Durante la producción de la temporada, Kinsey y Wilson señalaron en una entrevista que el elenco y el equipo esperaban el regreso de Steve Carell. En una entrevista posterior con E! Online, Krasinski reveló que «era optimista sobre un regreso»; dijo que los productores supuestamente estaban «tratando de averiguar todavía el horario de [Carell]» y que el final «simplemente no sería lo mismo sin él». Sin embargo, el presidente de NBC, Robert Greenblatt, admitió más tarde durante una charla que, aunque era «esperanzador», no creía que Carell regresara; señaló que Carell «estaba satisfecho con la salida de su personaje y no quería mancharla».
Daniels reveló el 16 de enero que Carell «no aparecería en el final», una decisión que el propio Steve luego reiteró. Sin embargo, TVLine informó meses después que los productores de The Office montaron «un esfuerzo de última hora» para que Carell hiciera un cameo en el episodio final del programa. Según el artículo, «si bien nadie está confirmando que el último esfuerzo diplomático tuvo éxito, tampoco lo está negando». El representante personal de Carell confirmó que estaba en el set para el episodio final, pero que no filmó ninguna escena. Sin embargo, una fuente anónima cercana al programa dijo enigmáticamente «no descartes nada».  TVLine informó más tarde el 6 de mayo que Carell aparecería en un cameo, aunque NBC se negó a comentar y los representantes de Carell continuaron negando los informes.
Un mes después de que se emitiera el episodio, Carell explicó en una entrevista con la agencia de noticias que «mintió durante meses a la prensa, a casi todos, realmente». Notó que «se sintió terriblemente por el elenco y por Greg Daniels, porque todos mintieron, también». Por otro lado, Krasinski explicó que «fue tan emocionante. Todos simplemente mentimos descaradamente... Fue una de esas cosas que todos juramos y tuvimos que proteger». Incluso en la lectura inicial del guion, la aparición de Carell no se reveló. De hecho, su primera línea ni siquiera se incluyó en la lectura, y su segunda estaba escrita para ser interpretada por Creed Bratton.

### Escenas eliminadas
El DVD de la novena temporada contiene una serie de escenas eliminadas de este episodio. Entre las escenas destacadas que se recortaron se incluyen: más momentos del panel de preguntas y respuestas; Pete hablando sobre lo que aprendió trabajando en Dunder Mifflin; brindis en la boda de Dwight y Angela realizados por la hermana de Angela, Phyllis y Andy; más escenas con Erin y sus padres biológicos reconectando; tomas adicionales de los miembros de la oficina recordando experiencias compartidas; y la oficina llevando una de las plantas en maceta al exterior para plantarla en tierra real. Los padres de Erin explican que, al igual que ella, son titiriteros, y que cuando trabajaron en la película The Dark Crystal, los pensamientos sombríos que les provocó no les hicieron sentir preparados para criar a un bebé.
El episodio originalmente estaba guionado para comenzar con una apertura distinta; esta habría consistido en una broma de Jim a Dwight, en la que Dwight es llevado a creer que realmente está viviendo en The Matrix, una simulación computarizada basada en la película homónima de 1999. La escena fue eliminada del episodio y no fue incluida entre las demás escenas eliminadas, pero se compartió a través de Facebook por Peacock TV el 1 de enero de 2021. Una lectura de mesa de esta escena, junto con el resto del episodio, se incluyó como característica adicional en el DVD de la novena temporada.